# 伴野喜四郎

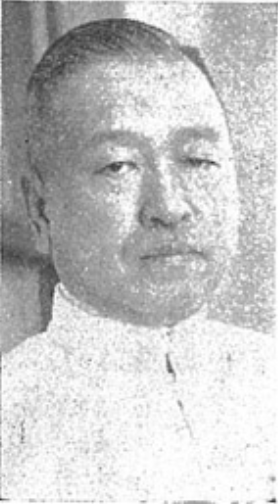
伴野喜四郎

伴野 喜四郎（ともの きしろう、1882年（明治15年）2月15日 - 1953年（昭和28年）3月30日）は、日本の裁判官、検察官。

## 経歴
長野県南佐久郡野沢町（現在の佐久市）出身。1908年（明治41年）、東京帝国大学法科大学独法科を卒業し、司法官試補となる。東京区裁判所予備検事、水戸区裁判所検事、土浦区裁判所検事、水戸区裁判所検事、東京地方裁判所検事、甲府地方裁判所検事、台湾総督府法院覆審部長、同上告部判官、台北地方法院院長、高等法院検察官長を経て、1937年（昭和12年）からは高等法院長を務めた。

## 栄典
- 1937年（昭和12年）5月1日 - 正四位[3]